# EC Metropol
Der Esporte Clube Metropol, in der Regel nur kurz Metropol genannt, war ein Fußballverein aus Criciúma im brasilianischen Bundesstaat Santa Catarina.

## Geschichte
Der Verein wurde am 15. November 1945 gegründet. Fünfmal gewann der Verein die Staatsmeisterschaft von Santa Catarina. Aufgrund von Meinungsverschiedenheiten mit dem Bundesstaat Santa Catarina schloss der Verein 1969 ihre professionelle Fußballabteilung.

## Erfolge
- Staatsmeisterschaft von Santa Catarina: 1960, 1961, 1962, 1967, 1969

## Stadion
Der Verein trug seine Heimspiele im Parque Euvaldo Loudi in Parque Euvaldo Loudi aus. Das Stadion hat ein Fassungsvermögen von 1500 Personen.